# Lil Tecca
Tyler-Justin Anthony Sharpe (New York City, New York, SAD, 26. kolovoza 2002.), poznatiji po umjetničkom imenu Lil Tecca, američki je reper, pjevač, tekstopisac i glazbeni producent. Glazbom se ozbiljnije počinje baviti u dobi od petnaest godina kada izbacuje singlove "Tectri" i "Callin" putem SoundClouda i YouTubea. Najpoznatiji je po singlu "Ransom" iz 2019. koji je došao do 4. mjesta na američkoj ljestvici Billboard Hot 100, a koji je bio dio njegovog debitantskog miksanog albuma We Love You Tecca, koji je također dostigao 4. mjesto i sadržavao još dva uspješna singla "Love Me" i "Did It Again". Debitantski studijski album, Virgo World iz 2020., debitirao je na 10. mjestu na Billboard 200 i sadržavao pjesme "Dolly" te "When You Down" koji su se također plasirali na ljestvici Hot 100. Drugi studijski album We Love You Tecca 2, objavio je u 2021. Taj album je došao do 10. mjesta, kao i prethodni, na Billboard 200, dok su se pjesme "Repeat It" i "Lot of Me" našle među 100 najboljih. Treći studijski album TEC objavio je u kolovozu 2023. te je debitirao na 11. mjestu ljestvice Billboard 200. Četvrti studijski album Plan A objavio je u rujnu 2024., a debitirao je na 9. mjestu. U ožujku 2025. godine objavio je singl "Dark Thoughts" te je debitirao na 28. mjestu na ljestvici Hot 100.

## Nagrade i nominacije
| Nagrada                | Godina | Nominirani rad | Kategorija                  | Uspjeh    | Ref.  |
| ---------------------- | ------ | -------------- | --------------------------- | --------- | ----- |
| MTV Video Music Awards | 2019.  | "Ransom"       | "Pjesma ljeta"              | Nominiran | [ 5 ] |
| Streamy Awards         | 2019.  | On sam         | "Najbolji novi izvođač"     | Nominiran | [ 6 ] |
| MTV Europe Music Award | 2020.  | On sam         | "Najbolja glazbena izvedba" | Nominiran |       |

## Diskografija

#### Studijski albumi
- Virgo World (2020.)
- We Love You Tecca 2 (2021.)
- TEC (2023.)
- Plan A (2024.)